# Nati nel 1816
| Questa pagina contiene informazioni ricavate automaticamente dalle voci biografiche con l'ausilio del template Bio e di un bot. L'aggiornamento è periodico e automatico e ricostruisce completamente la pagina. Se manca una persona in questa lista, sei pregato di non aggiungerla, ma accertati piuttosto che la sua voce biografica contenga il template Bio e che i dati anagrafici siano correttamente compilati. Se il template Bio manca, inseriscilo tu stesso o, in alternativa, metti l'avviso {{tmp\|Bio}} che ne segnala la mancanza. Se i dati riportati sono sbagliati, correggi direttamente la voce biografica; le modifiche saranno visibili in questa lista entro pochi giorni. Per chiarimenti vedi il progetto biografie. La lista contiene solo le 329 persone che sono citate nell'enciclopedia e per le quali è stato implementato correttamente il template Bio. Pagina aggiornata al 10 ago 2025. |

## Gennaio(34)
- 2 gennaio - Luigi Carvelli, vescovo cattolico italiano († 1888)
- 3 gennaio - Hermann Hager, farmacista e scrittore tedesco († 1897)
- 4 gennaio - Errico Amante, politico, patriota e giudice italiano († 1883)
- 4 gennaio - Paul Legrand, mimo francese († 1898)
- 6 gennaio - Giovanni Morandini, ingegnere e politico italiano († 1888)
- 7 gennaio - Henry Petty-FitzMaurice, IV marchese di Lansdowne, nobile e politico inglese († 1866)
- 7 gennaio - Franz Tappeiner, medico, botanico e antropologo austriaco († 1902)
- 7 gennaio - Tito Giuseppe Viazzi, militare italiano († 1887)
- 8 gennaio - Agostino Falconi, poeta e letterato italiano († 1882)
- 8 gennaio - Johann Friedrich Treml, pittore austriaco († 1852)
- 9 gennaio - Jean-François Landriot, teologo, critico letterario e arcivescovo cattolico francese († 1874)
- 9 gennaio - Filippo Linati, politico, scrittore e poeta italiano († 1895)
- 10 gennaio - Jean-Joseph Thonissen, politico e avvocato belga († 1891)
- 11 gennaio - Francisco de Albear, ingegnere cubano († 1887)
- 11 gennaio - Antonio Superchi, baritono italiano († 1893)
- 12 gennaio - Willis Arnold Gorman, politico e avvocato statunitense († 1876)
- 12 gennaio - Giuseppe Miraglia, magistrato e politico italiano († 1901)
- 12 gennaio - Gaetano de Ruggiero, cardinale italiano († 1896)
- 14 gennaio - Angelo Angelucci, architetto italiano († 1891)
- 14 gennaio - Thilo Irmisch, botanico tedesco († 1879)
- 15 gennaio - Marie Lafarge, francese († 1852)
- 17 gennaio - Stephen Miller, politico statunitense († 1881)
- 19 gennaio - Alfonso Chierici, pittore italiano († 1873)
- 21 gennaio - Adrien Guignet, pittore francese († 1854)
- 21 gennaio - Domenico Monti, funzionario e politico italiano († 1873)
- 22 gennaio - Catherine Wolfe Bruce, filantropa statunitense († 1900)
- 23 gennaio - Pius Bonifacius Gams, storico, presbitero e monaco cristiano tedesco († 1892)
- 24 gennaio - Coles Bashford, politico e avvocato statunitense († 1878)
- 24 gennaio - Wilhelm Henzen, filologo e epigrafista tedesco († 1887)
- 25 gennaio - Pietro Giuria, scrittore, poeta e pittore italiano († 1876)
- 26 gennaio - Eugenio Agneni, patriota e pittore italiano († 1879)
- 28 gennaio - Paola Elisabetta Cerioli, religiosa italiana († 1865)
- 28 gennaio - Francesco Ranzi, imprenditore austriaco († 1882)
- 30 gennaio - Nathaniel Banks, politico e generale statunitense († 1894)

## Febbraio(23)
- 2 febbraio - Mirko Bogović, scrittore e politico croato († 1893)
- 4 febbraio - Alexander Gustav von Schrenk, naturalista tedesco († 1876)
- 5 febbraio - Julius Zacher, filologo e germanista tedesco († 1887)
- 6 febbraio - Édouard Jules Gabrielli di Carpegna, militare e funzionario francese († 1883)
- 6 febbraio - Massimo Mautino, politico italiano († 1873)
- 7 febbraio - Jean Frédéric Frenet, matematico, astronomo e meteorologo francese († 1900)
- 9 febbraio - Gennaro De Filippo, avvocato, magistrato e politico italiano († 1887)
- 9 febbraio - Domenico Marco, prefetto, avvocato e politico italiano († 1889)
- 9 febbraio - Matilde Sofia di Oettingen-Oettingen e Oettingen-Spielberg, nobile tedesca († 1886)
- 9 febbraio - Antonio Ferrari, generale italiano († 1886)
- 12 febbraio - Felice De Vecchi, pittore, viaggiatore e patriota italiano († 1862)
- 14 febbraio - Edward MacCabe, cardinale e arcivescovo cattolico irlandese († 1885)
- 16 febbraio - Gaetano Fraschini, tenore italiano († 1887)
- 16 febbraio - Kaspar Gottfried Schweizer, astronomo svizzero († 1873)
- 19 febbraio - Aleksej Ivanovič Butakov, ammiraglio e geografo russo († 1869)
- 19 febbraio - Louis-Guillaume Perreaux, ingegnere e inventore francese († 1889)
- 19 febbraio - Oreste Regnoli, giurista e politico italiano († 1896)
- 20 febbraio - Robert Jocelyn, visconte Jocelyn, politico e ufficiale irlandese († 1854)
- 21 febbraio - Ebenezer Rockwood Hoar, politico statunitense († 1895)
- 22 febbraio - Joaquín Lluch y Garriga, cardinale e arcivescovo cattolico spagnolo († 1882)
- 23 febbraio - Pietro Maestri, medico, statistico e patriota italiano († 1871)
- 24 febbraio - Timothy Otis Howe, politico statunitense († 1883)
- 25 febbraio - Giovanni Morelli, storico dell'arte e politico italiano († 1891)

## Marzo(25)
- 1º marzo - Kawatake Mokuami, drammaturgo giapponese († 1893)
- 2 marzo - Théodore-Augustin Forcade, arcivescovo cattolico francese († 1885)
- 3 marzo - Alberto Crivelli, diplomatico e nobile italiano († 1868)
- 4 marzo - Saverio Costantino Amato, poeta e scrittore italiano († 1837)
- 5 marzo - Muhammad Yusef Ali Khan Bahadur, principe indiano († 1865)
- 8 marzo - Jean Louis Cabanis, ornitologo tedesco († 1906)
- 13 marzo - Đorđe Maletić, poeta, scrittore e drammaturgo serbo († 1888)
- 14 marzo - John Crittenden Duval, scrittore statunitense († 1897)
- 17 marzo - Giuseppe Orosi, chimico italiano († 1875)
- 18 marzo - Antonio Salviati, imprenditore italiano († 1890)
- 18 marzo - Felice Valentino, letterato e giurista italiano († 1901)
- 19 marzo - Jean-François Bettex, giudice e politico svizzero († 1887)
- 19 marzo - Ek'at'erine Ch'avch'avadze, nobile georgiana († 1882)
- 19 marzo - Paolo Giacometti, drammaturgo italiano († 1882)
- 19 marzo - Johannes Verhulst, compositore e direttore d'orchestra olandese († 1891)
- 21 marzo - Pelagio Antonio de Labastida y Dávalos, arcivescovo cattolico messicano († 1891)
- 22 marzo - John Frederick Kensett, pittore e incisore statunitense († 1872)
- 23 marzo - Ercole Ferrario, medico, patriota e agronomo italiano († 1897)
- 24 marzo - Hendrik van Beek, vescovo cattolico olandese († 1884)
- 25 marzo - Jean-Charles Abbatucci, politico francese († 1885)
- 25 marzo - Cherubino Cornienti, pittore italiano († 1860)
- 29 marzo - Auguste Alfred de Montaigu, generale francese († 1888)
- 29 marzo - Giacomo Stefani, presbitero, educatore e patriota italiano († 1888)
- 30 marzo - Moritz Steinschneider, ebraista e bibliografo ceco († 1907)
- 31 marzo - Georg von Wyß, storico svizzero († 1893)

## Aprile(20)
- 5 aprile - Samuel Freeman Miller, giudice, avvocato e medico statunitense († 1890)
- 6 aprile - Victor Antoine Signoret, medico e entomologo francese († 1889)
- 8 aprile - Frederic William Burton, pittore irlandese († 1900)
- 9 aprile - Charles-Eugène Delaunay, astronomo e matematico francese († 1872)
- 10 aprile - Pompeo Provana del Sabbione, politico e militare italiano († 1884)
- 11 aprile - Ferdinand von Kummer, generale prussiano († 1900)
- 12 aprile - Charles Gavan Duffy, poeta e politico irlandese († 1903)
- 13 aprile - William Sterndale Bennett, compositore, pianista e direttore d'orchestra inglese († 1875)
- 14 aprile - Eugenio Emanuele di Savoia-Villafranca, principe e ammiraglio italiano († 1888)
- 15 aprile - Johannes Baptiste Franzelin, cardinale austriaco († 1886)
- 17 aprile - Samuel Austin Allibone, scrittore e bibliotecario statunitense († 1889)
- 17 aprile - Dominique Régère, attivista francese († 1893)
- 21 aprile - Charlotte Brontë, scrittrice britannica († 1855)
- 21 aprile - Louis Wigfall, politico e generale statunitense († 1874)
- 22 aprile - Philip James Bailey, poeta inglese († 1902)
- 22 aprile - Charles Denis Bourbaki, generale francese († 1897)
- 22 aprile - Massimiliano Martinelli, magistrato, notaio e politico italiano († 1893)
- 25 aprile - Giuseppe Angelino, generale italiano († 1901)
- 26 aprile - Eugène Albert, liutaio belga († 1890)
- 30 aprile - Giovanni Gervasoni, militare italiano († 1849)

## Maggio(21)
- 4 maggio - Louis-Eugène Favre, avvocato, giudice e politico svizzero († 1861)
- 6 maggio - Pietro Cuppari, agronomo italiano († 1870)
- 7 maggio - Giuseppe Triolo, patriota e nobile italiano († 1887)
- 9 maggio - Leonilla Ivanovna Barjatinskaja, nobildonna russa († 1918)
- 12 maggio - Edmund Beckett, I barone Grimthorpe, avvocato e architetto inglese († 1905)
- 13 maggio - Leopold Gondrecourt, generale francese († 1888)
- 14 maggio - Bernardino Faustini, politico e patriota italiano († 1887)
- 14 maggio - Gualtiero Sanelli, compositore e tenore italiano († 1861)
- 15 maggio - Giovanni Codazza, ingegnere, fisico e matematico italiano († 1877)
- 16 maggio - Ján Országh, presbitero e attivista slovacco († 1888)
- 21 maggio - Stephen Allen Benson, politico liberiano († 1865)
- 22 maggio - Auguste Dumont, giornalista, saggista e scrittore francese († 1885)
- 24 maggio - Emanuel Leutze, pittore tedesco († 1868)
- 24 maggio - Albert Richard Smith, scrittore e alpinista inglese († 1860)
- 25 maggio - Henry Hopkins Sibley, generale statunitense († 1886)
- 27 maggio - Antoni Rovira i Trias, architetto e urbanista spagnolo († 1889)
- 27 maggio - Ugo di Hohenlohe-Öhringen, principe tedesco († 1897)
- 29 maggio - Ivan Kukuljević Sakcinski, scrittore, storico e politico croato († 1889)
- 29 maggio - Nicola Pasella, magistrato e politico italiano († 1896)
- 31 maggio - Pio Fedi, scultore italiano († 1892)
- 31 maggio - Dimitrie Ghica, politico rumeno († 1897)

## Giugno(25)
- 1º giugno - Mattia Montecchi, politico e patriota italiano († 1871)
- 2 giugno - Grace Aguilar, scrittrice britannica († 1847)
- 2 giugno - Constantin Alexandru Rosetti, scrittore, giornalista e politico romeno († 1885)
- 2 giugno - Giovanni Battista Zappi, generale italiano († 1885)
- 3 giugno - François Prume, violinista belga († 1849)
- 4 giugno - Adele Muzzarelli, ballerina e soprano italiana († 1885)
- 5 giugno - Giovanni Battista Doria di Dolceacqua, politico italiano († 1886)
- 12 giugno - Nils Blommér, pittore svedese († 1853)
- 12 giugno - Wilhelm von Schwarz-Senborn, educatore, economista e nobile austriaco († 1903)
- 13 giugno - Michail Viktorovič Kočubej, ufficiale russo († 1874)
- 14 giugno - Priscilla Cooper Tyler, first lady statunitense († 1889)
- 16 giugno - Giuseppe Cocozza, politico italiano († 1892)
- 16 giugno - Bonifaz von Haneberg, vescovo cattolico tedesco († 1876)
- 19 giugno - Raffaele Santanello, magistrato e politico italiano († 1873)
- 21 giugno - Manuel Minuesa de Lacasa, tipografo e editore spagnolo († 1888)
- 22 giugno - Giuseppe Mantellini, avvocato e politico italiano († 1885)
- 23 giugno - Gian Paolo Borghetti, scrittore, poeta e politico francese († 1897)
- 23 giugno - Giovanni Passerini, botanico, entomologo e micologo italiano († 1893)
- 25 giugno - Victor-Félix Bernadou, cardinale e arcivescovo cattolico francese († 1891)
- 26 giugno - Alfred Henry Paget, politico britannico († 1888)
- 27 giugno - Friedrich Gottlob Keller, inventore tedesco († 1895)
- 28 giugno - Pierre Olivier Joseph Coomans, pittore, illustratore e incisore belga († 1889)
- 28 giugno - Dmitrij Alekseevič Miljutin, generale e politico russo († 1912)
- 29 giugno - Jacob van Zuylen van Nijevelt, politico olandese († 1890)
- 30 giugno - Melchiorre Lo Piccolo, vescovo cattolico italiano († 1881)

## Luglio(25)
- 1º luglio - ʿAbbās I d'Egitto, politico e militare egiziano († 1854)
- 2 luglio - Pietro Pisanello, farmacista italiano († 1863)
- 4 luglio - Laureano Figuerola, economista e politico spagnolo († 1903)
- 7 luglio - Johann Rudolf Wolf, astronomo e matematico svizzero († 1893)
- 10 luglio - Luigi Berlingeri, politico italiano († 1900)
- 10 luglio - Alexander Ecker, antropologo e anatomista tedesco († 1887)
- 12 luglio - James Innes-Ker, VI duca di Roxburghe, nobile scozzese († 1879)
- 12 luglio - Fredrik Marinus Kruseman, pittore olandese († 1882)
- 12 luglio - Giovanni Simeoni, cardinale e arcivescovo cattolico italiano († 1892)
- 13 luglio - Carlo Milanesi, paleografo, archivista e letterato italiano († 1867)
- 14 luglio - Eusebio Barbetti, patriota italiano († 1848)
- 14 luglio - Joseph Arthur de Gobineau, diplomatico, scrittore e filosofo francese († 1882)
- 14 luglio - Edward Matthew Ward, pittore inglese († 1879)
- 14 luglio - Antónia Zichy, nobile e rivoluzionaria ungherese († 1888)
- 16 luglio - Antoine François Marmontel, pianista e compositore francese († 1898)
- 20 luglio - Jean Andrieu, fotografo e editore francese
- 20 luglio - William Bowman, chirurgo e anatomista britannico († 1892)
- 21 luglio - Paul Julius Reuter, imprenditore e giornalista tedesco († 1899)
- 21 luglio - Julius Sturm, poeta tedesco († 1896)
- 23 luglio - Charlotte Cushman, attrice teatrale statunitense († 1876)
- 23 luglio - J. Laurent, fotografo francese († 1886)
- 25 luglio - Gaetano Afan de Rivera, militare italiano († 1870)
- 31 luglio - Maria Teresa d'Asburgo-Teschen, nobile austriaca († 1867)
- 31 luglio - Lydia Moss Bradley, filantropa e banchiera statunitense († 1908)
- 31 luglio - George H. Thomas, generale statunitense († 1870)

## Agosto(15)
- 2 agosto - Carlo Naya, fotografo italiano († 1882)
- 4 agosto - Russell Sage, imprenditore statunitense († 1906)
- 7 agosto - Filippo De Boni, giornalista, scrittore e politico italiano († 1870)
- 8 agosto - Filippo Parlatore, botanico italiano († 1877)
- 8 agosto - Charles West, medico britannico († 1898)
- 12 agosto - Ion Ghica, politico rumeno († 1897)
- 13 agosto - Rudolf von Gneist, giurista e politico tedesco († 1895)
- 13 agosto - Johann Jacob Guggenbühl, medico svizzero († 1863)
- 14 agosto - Luigi Campini, pittore italiano († 1890)
- 14 agosto - Félix Charles Douay, generale francese († 1879)
- 15 agosto - Grazioso Spazzi, scultore italiano († 1892)
- 16 agosto - Andrea Molinari, politico italiano († 1899)
- 20 agosto - Giulio Camuzzoni, politico e avvocato italiano († 1897)
- 21 agosto - Charles Frédéric Gerhardt, chimico francese († 1856)
- 24 agosto - Daniel Gooch, ingegnere meccanico inglese († 1889)

## Settembre(19)
- 4 settembre - François Bazin, compositore francese († 1878)
- 5 settembre - Ernest-Charles Lasègue, medico francese († 1883)
- 6 settembre - John Cassin, ornitologo statunitense († 1869)
- 7 settembre - Ferdinand von Hebra, dermatologo austriaco († 1880)
- 7 settembre - Ernestine von Fricken, pianista boema († 1844)
- 11 settembre - Carl Zeiss, ottico e imprenditore tedesco († 1888)
- 16 settembre - Theodore Martin, poeta e scrittore scozzese († 1909)
- 16 settembre - Charles Thomas Newton, archeologo britannico († 1894)
- 17 settembre - Vittorio Emanuele Taparelli d'Azeglio, diplomatico e politico italiano († 1890)
- 19 settembre - Macario I, religioso russo († 1882)
- 22 settembre - Charles Leickert, pittore belga († 1907)
- 23 settembre - Elihu B. Washburne, politico statunitense († 1887)
- 23 settembre - Antonio Pasquale di Borbone-Due Sicilie, cavaliere italiano († 1843)
- 26 settembre - Paul Gervais, zoologo e paleontologo francese († 1879)
- 27 settembre - Gabriel de Chamberet, generale francese († 1880)
- 28 settembre - George Hamilton Gordon, V conte di Aberdeen, nobile e politico scozzese († 1864)
- 28 settembre - Enrico Montazio, giornalista italiano († 1886)
- 29 settembre - Paul Féval padre, scrittore francese († 1887)
- 29 settembre - Nicola Nisco, patriota, economista e politico italiano († 1901)

## Ottobre(30)
- 1º ottobre - Ariodante Fabretti, patriota, storico e politico italiano († 1894)
- 3 ottobre - Lajos Haynald, cardinale e arcivescovo cattolico ungherese († 1891)
- 4 ottobre - Eugène Pottier, poeta e rivoluzionario francese († 1887)
- 5 ottobre - Rodolfo del Liechtenstein, principe austriaco († 1848)
- 8 ottobre - Giosuè Meli, scultore italiano († 1893)
- 10 ottobre - John Simon, medico inglese († 1904)
- 11 ottobre - Pedro de Madrazo, pittore, scrittore e storico dell'arte spagnolo († 1898)
- 12 ottobre - Ercole Ricotti, storico e ingegnere italiano († 1883)
- 13 ottobre - Benjamin Harris Brewster, politico statunitense († 1888)
- 14 ottobre - Tore Billing, pittore svedese († 1892)
- 15 ottobre - Henri Dupuy de Lôme, ingegnere navale e politico francese († 1885)
- 16 ottobre - Antoine Béchamp, medico e chimico francese († 1908)
- 16 ottobre - Alessandro Grassi, politico italiano
- 17 ottobre - Jules Richard, fotografo e traduttore francese († 1891)
- 19 ottobre - Simon Aichner, arcivescovo cattolico austriaco († 1910)
- 19 ottobre - Carlo Tenca, letterato, giornalista e politico italiano († 1883)
- 21 ottobre - Pietro Magni, scultore e docente italiano († 1877)
- 22 ottobre - Konstantin Konstantinovič Benckendorff, generale e diplomatico russo († 1858)
- 22 ottobre - Onorato Rey di Villarey, generale italiano († 1866)
- 23 ottobre - Francesco Siliprandi, patriota italiano († 1892)
- 23 ottobre - Placido Tardy, matematico e fisico italiano († 1914)
- 24 ottobre - Cesare Braico, patriota, medico e politico italiano († 1887)
- 24 ottobre - Giacomo Maria Manzoni, bibliografo e politico italiano († 1889)
- 25 ottobre - Johann Georg Fischer, poeta e drammaturgo tedesco († 1897)
- 28 ottobre - Malwida von Meysenbug, scrittrice tedesca († 1903)
- 29 ottobre - Ferdinando II del Portogallo, re († 1885)
- 30 ottobre - Maria Federica di Württemberg, nobile († 1887)
- 31 ottobre - Sarah Fairbrother, attrice teatrale britannica († 1890)
- 31 ottobre - Luigi Passerini Orsini de' Rilli, nobile, genealogista e storico italiano († 1877)
- 31 ottobre - Philo Remington, imprenditore statunitense († 1889)

## Novembre(29)
- 1º novembre - Friedrich Wilhelm Hackländer, scrittore tedesco († 1877)
- 1º novembre - Gaetano Scalini, avvocato e politico italiano († 1899)
- 2 novembre - Charles Tylor, scrittore inglese († 1902)
- 3 novembre - Jubal Anderson Early, avvocato e generale statunitense († 1894)
- 4 novembre - Francisco Bolognesi, militare peruviano († 1880)
- 4 novembre - Gaetano Del Giudice, patriota e politico italiano († 1880)
- 5 novembre - Pasquale Adinolfi, presbitero e archeologo italiano († 1882)
- 6 novembre - Camillo Aldobrandini, militare e nobile italiano († 1902)
- 6 novembre - David Levi, poeta, patriota e politico italiano († 1898)
- 12 novembre - Gustav von Leonhard, mineralogista e geologo tedesco († 1878)
- 14 novembre - Edoardo Brunetta d'Usseaux, militare italiano († 1859)
- 14 novembre - John Curwen, educatore inglese († 1880)
- 15 novembre - Joaquín de Agüero, rivoluzionario cubano († 1851)
- 16 novembre - Gustave Delahante, imprenditore francese († 1905)
- 16 novembre - Leonardo Roissard de Bellet, militare e politico italiano († 1901)
- 17 novembre - August Wilhelm Ambros, compositore e storiografo ceco († 1876)
- 21 novembre - Antonio Amary, geologo italiano († 1857)
- 21 novembre - Adriana van Ravenswaay, pittrice olandese († 1872)
- 24 novembre - Alexander Baillie-Cochrane, politico britannico († 1890)
- 24 novembre - Llewellyn Jewitt, illustratore, incisore e artista inglese († 1886)
- 24 novembre - Joel Parker, politico statunitense († 1888)
- 24 novembre - Matteo Salvi, compositore e regista teatrale italiano († 1887)
- 24 novembre - Carlo d'Adda, politico e patriota italiano († 1900)
- 25 novembre - Giuseppe Abbagnale, militare italiano († 1869)
- 26 novembre - Maurizio Gerbaix de Sonnaz, generale e politico italiano († 1892)
- 28 novembre - Alexis Gaudin, fotografo francese († 1894)
- 28 novembre - Augusto Riboty, militare e politico italiano († 1888)
- 28 novembre - Theodosia Trollope, poetessa, scrittrice e traduttrice inglese († 1865)
- 29 novembre - Morrison Remick Waite, politico e avvocato statunitense († 1888)

## Dicembre(20)
- 1º dicembre - Tiberio Sergardi, patriota e politico italiano († 1886)
- 2 dicembre - Marta Le Bouteiller, religiosa francese († 1883)
- 3 dicembre - Giovanni Noseda, imprenditore italiano († 1878)
- 3 dicembre - Johannes Theodor Reinhardt, naturalista danese († 1882)
- 4 dicembre - Benjamin Silliman, Jr., chimico statunitense († 1885)
- 6 dicembre - Carlo Morelli, politico e medico italiano († 1879)
- 8 dicembre - Enrico Frati, archivista italiano († 1892)
- 11 dicembre - Anton Sommer, poeta tedesco († 1888)
- 12 dicembre - Pietro Giovine, arcivescovo cattolico italiano († 1879)
- 13 dicembre - Giuseppe Torelli, scrittore, giornalista e politico italiano († 1866)
- 13 dicembre - Ernst Werner von Siemens, imprenditore e ingegnere tedesco († 1892)
- 18 dicembre - Giuseppe Caruso, brigante italiano († 1891)
- 19 dicembre - Franz Sacher, pasticciere austriaco († 1907)
- 21 dicembre - Augustus Volney Waller, medico e fisiologo britannico († 1870)
- 24 dicembre - Fortunato Padula, ingegnere e politico italiano († 1881)
- 25 dicembre - Giambattista Giustinian, politico italiano († 1888)
- 26 dicembre - Wilhelm Gerhard Walpers, botanico tedesco († 1853)
- 27 dicembre - Pëtr Vladimirovič Dolgorukov, storico, genealogista e giornalista russo († 1868)
- 29 dicembre - Carl Ludwig, cardiologo e fisiologo tedesco († 1895)
- 31 dicembre - William Gull, medico britannico († 1890)

## Senza giorno specificato(43)
- Antim I, arcivescovo ortodosso e politico bulgaro († 1888)
- Georg August Appunn, fisico e musicista tedesco († 1885)
- Pietro Avoscani, architetto italiano († 1891)
- Giovanni Luigi Bazzoni, compositore italiano († 1871)
- Francesco Bertinaria, filosofo italiano († 1892)
- Samuel Birley Rowbotham, inventore e scrittore britannico († 1884)
- Cesare Boldrini, patriota e medico italiano († 1860)
- Shirley Brooks, giornalista e commediografo inglese († 1874)
- Emilio Bufardeci, presbitero, patriota e politico italiano († 1899)
- Felice Cardente, avvocato, politico e patriota italiano († 1865)
- Angelo Ceroni, pittore italiano
- Cirillo IV di Alessandria, vescovo cristiano orientale egiziano († 1861)
- Old Man Clanton, allevatore e pistolero statunitense († 1881)
- Felicissimo Cocino, missionario e vescovo cattolico italiano († 1878)
- Mary Dillwyn, fotografa britannica († 1906)
- Truman Everts, scienziato statunitense († 1901)
- Vincenzo Favara, patriota e politico italiano († 1885)
- William Parker Foulke, paleontologo, storico e geologo statunitense († 1865)
- Gustav Freytag, politico e scrittore tedesco († 1895)
- Ganpatrao Gaekwad, principe indiano († 1856)
- Giovanni Antonio Emanueli, scultore italiano († 1894)
- Achille Graffigna, compositore italiano († 1896)
- Tsultrim Gyatso, monaco buddhista tibetano († 1837)
- Joseph Jean Baptiste Géhin, naturalista francese († 1889)
- Ludwik Maurycy Hirszfeld, anatomista polacco († 1876)
- Jens Adolf Jerichau, scultore danese († 1883)
- Wazir Akbar Khan, principe afghano († 1847)
- Giuseppe Luci Poniatowski, nobile, diplomatico e compositore italiano († 1873)
- Enele Ma'afu, politico figiano († 1881)
- Vladimir Aleksandrovič Menšikov, generale e principe russo († 1893)
- Luigi Minisini, scultore italiano († 1901)
- Agostino Porrino, ingegnere, militare e politico italiano († 1863)
- Adrien Prévost de Longpérier, numismatico, archeologo e assiriologo francese († 1882)
- Angelo Recchia, pittore italiano († 1882)
- Antonio Rinaldi, pittore svizzero († 1875)
- Philippe Rousseau, pittore francese († 1887)
- Christian August Selmer, politico norvegese († 1889)
- Giovanni Sironi, generale italiano († 1901)
- Joseph Sugar Baly, medico e entomologo inglese († 1890)
- Johan Sverdrup, politico norvegese († 1892)
- Francesco Tamassia, notaio e numismatico italiano († 1896)
- Thaha Syaifuddin, sovrano indonesiano († 1904)
- William Crawford Williamson, biologo britannico († 1895)